# 원 + 씩스
원 + 씩스(Man Of The Year, Home Eroticus)는 이탈리아에서 제작된 마르코 비카리오 감독의 1971년 코미디 영화이다. 로산나 포데스타 등이 주연으로 출연하였다.

## 출연

### 주연
- 로산나 포데스타
- 란도 버잔카
- 루치아노 샐스

### 조연
- 아드리아나 아스티
- 아이라 퍼스텐버그
- 에비 마란디